# 莱芜职业技术学院
莱芜职业技术学院是2000年10月经山东省人民政府批准成立的全日制普通高等院校。由原莱芜师范学校、莱芜市广播电视大学、莱芜市职业中专、莱芜卫校合并而成。

## 专业目录
| 专业名称           | 学制 | 学科门类 |
| ------------------ | ---- | -------- |
| 机电一体化技术     | 三年 | 工学     |
| 电气自动化技术     | 三年 | 工学     |
| 数控技术           | 三年 | 工学     |
| 模具设计与制造     | 三年 | 工学     |
| 汽车检测与维修技术 | 三年 | 工学     |
| 汽车电子技术       | 三年 | 工学     |
| 应用电子技术       | 三年 | 工学     |
| 电子信息工程技术   | 三年 | 工学     |
| 计算机应用技术     | 三年 | 工学     |
| 软件技术           | 三年 | 工学     |
| 动漫设计与制作     | 三年 | 工学     |
| 生物制药技术       | 三年 | 工学     |
| 食品生物技术       | 三年 | 工学     |
| 应用化工技术       | 三年 | 工学     |
| 康复治疗技术       | 三年 | 工学     |
| 建筑工程技术       | 三年 | 工学     |
| 工程造价           | 三年 | 工学     |
| 园林工程技术       | 三年 | 工学     |
| 冶金技术           | 三年 | 工学     |
| 材料工程技术       | 三年 | 工学     |
| 会计电算化         | 三年 | 工学     |
| 财务信息管理       | 三年 | 管理学   |
| 投资与理财         | 三年 | 管理学   |
| 市场营销           | 三年 | 管理学   |
| 国际经济与贸易     | 三年 | 管理学   |
| 物流管理           | 三年 | 管理学   |
| 电子商务           | 三年 | 管理学   |
| 旅游管理           | 三年 | 管理学   |
| 酒店管理           | 三年 | 管理学   |
| 人力资源管理       | 三年 | 管理学   |
| 学前教育           | 三年 | 教育学   |
| 初等教育           | 三年 | 教育学   |
| 文物鉴定与修复     | 三年 | 艺术学   |
| 艺术设计           | 三年 | 艺术学   |
| 广告设计与制作     | 三年 | 艺术学   |
| 环境艺术设计       | 三年 | 艺术学   |
| 护理               | 三年 | 护理学   |